# Ринг (балет)
«Ринг» — балет, поставленный хореографом Алексеем Мирошниченко и музыкальной группой «2H Company» — Ильёй Барамией, Александром Зайцевым и Михаилом Феничевым, при участии битбоксера Сергея Галуненко. Премьера состоялась в апреле 2007 года в Мариинском театре в Санкт-Петербурге. Многими изданиями «Ринг» был назван первым в мире рэп-балетом. Хореограф и музыканты удостоились премии «Собака.ru ТОП 50».

## История создания
В самом конце 2006 года в студию «Ёлочных игрушек»/ЁИ (дуэта И. Барамии и А. Зайцева) пришёл хореограф А. Мирошниченко и попросил написать музыку к своей новой постановке, невзирая на отсутствие у музыкантов музыкального образования (по словам Зайцева, группа «совершенно не знала нот»). Павел Гершензон, ассистент заведующего балетной труппой Мариинского театра, вспоминал, что идея обсуждалась в кофейне.

### Хореография
За идею, хореографию и постановку отвечал 32-летний петербургский хореограф Алексей Григорьевич Мирошниченко, репетиции проходили в Пермском академическом театре оперы и балета имени П. И. Чайковского. Также Алексей часто посещал студию «Ёлочных» и танцевал в ней для упрощения работы музыкантов, прежде не знакомых с искусством балета.
О «Ринге» упоминалось в небольшом сюжете на Первом канале. Антон Пимонов, солист балета Мариинского театра, в интервью Первому каналу дал ответ скептикам касательно сочетание балета и хип-хопа: «А почему нет? <…> Мне кажется, это абсолютно нормально и должно работать».

### Музыка
Музыкальное сопровождение в форме фонограммы было сделано IDM-хип-хоп-группой «2H Company», на счету которой были два альбома: «Психохирурги» (2004) и «Искусство ухода за АК-47» (2007); инструментальные композиции написаны Ильёй Барамией и Александром Зайцевым, текст написан вокалистом Михаилом Феничевым. Битбокс исполнил Сергей Галуненко, известный под псевдонимом Галун.
Илья Барамия так описывал процесс создания балета: «Четыре месяца очень напряжённой, тяжёлой работы. Хореограф — он сюда приезжал как бы. Говорил, что „вот это вот нельзя, вот это вот надо, вот это вот выкинь, ни в коем случае!“ Как бы то есть… Не знаю, танцевал, показывал, как это всё должно быть, что он тут придумал». В подкасте 2021 года Илья рассказал, что для постановки в Перми были внесены изменения, в частности, для персонажа рефери.
Михаил Феничев так комментировал своё участие в проекте: «До сих пор я не могу как-то до конца осознать, что вообще произошло. Балет, собственно, для меня — это самая последняя вещь в жизни, которой бы я, наверное, заинтересовался, но вот, так как предложили… А отказываться почему-то — не захотелось». Работой с данной балетной труппой Феничев был так доволен, что готов был продолжить сотрудничество или даже сочинить вскоре рэп-оперу.
Впоследствии песня «Сумрачный Абсурд» из балета была опубликована в интернете. Текст Михаила Феничева «16-ти этажка» изначально планировался для балета, но не был в нём использован, зато позже был использован в альбоме «СБПЧ Оркестр» группы «Самое большое простое число», который был выпущен в ноябре 2008 года лейблом «Снегири».

## Постановки
Премьера «Ринга» состоялась в апреле 2007 года в петербургском Мариинском театре после «Аполлона» Игоря Стравинского. Потом в Мариинском театре «Ринг» был показан ещё 2 раза, однажды — в Академическом драматическом театре имени В. Ф. Комиссаржевской, 2 раза в Баден-Бадене.